# Нікелеплавильний завод у Ябулу

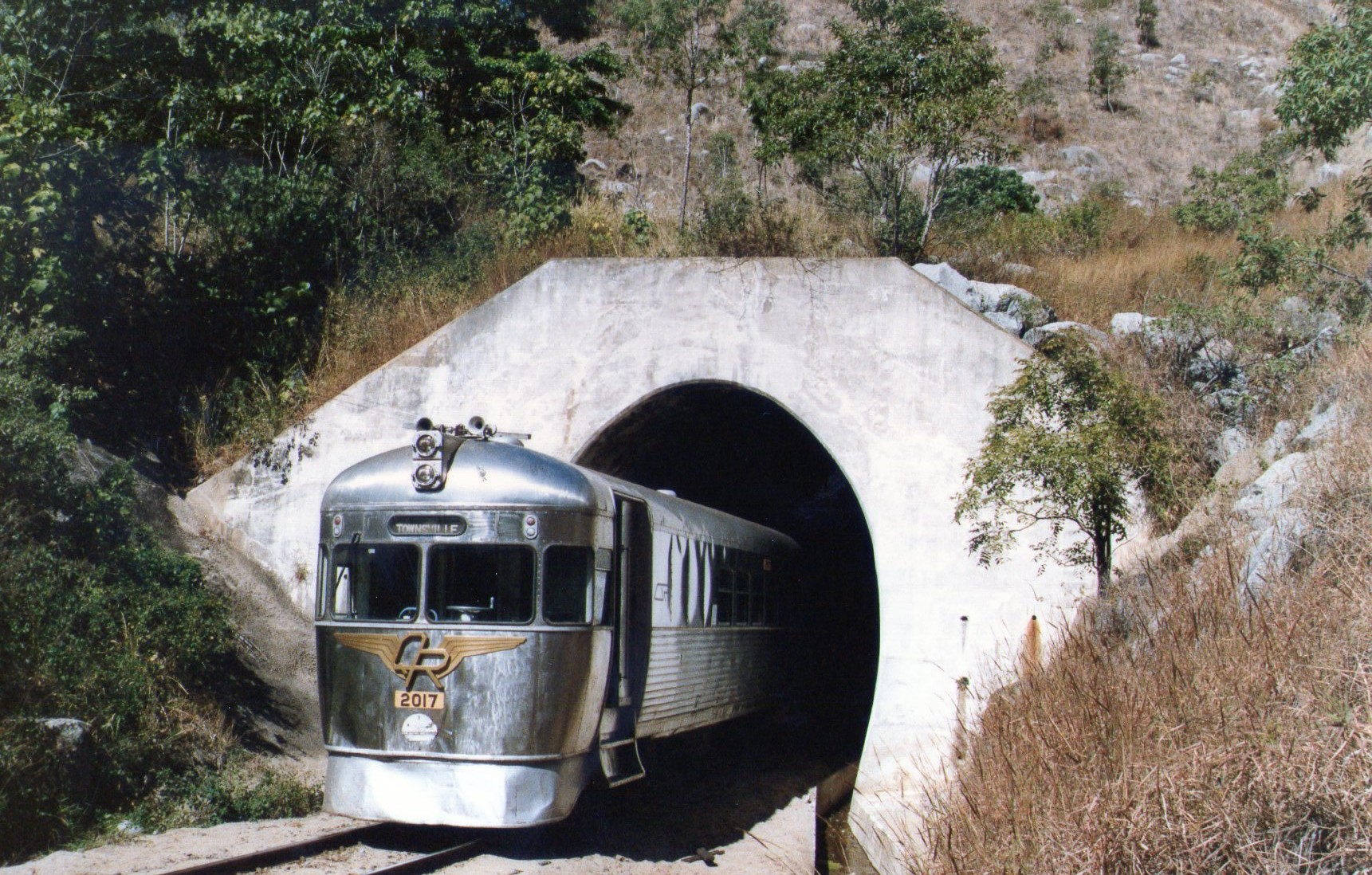
Потяг для перевезення руди з копальні Грінвейл, 1991 рік

Нікелеплавильний завод у Ябулу — виробничий майданчик на північному сході Австралії, у передмісті Таунсвілю.
Завод ввели в дію у 1974 році для роботи з продукцією копальні Грінвейл, від якої до Ябулу спеціально проклали залізницю завдовжки 216 кілометрів. Особливістю проєкту була переробка латеритової нікелевої руди, при цьому варто відзначити, що наразі в світі було споруджено лише 5 великих нікелеплавильних заводів на цій сировині — окрім Ябулу, також на філіппінському руднику Нонок, один у Бразилії та два на Кубі, при цьому станом на першу половину 2020-х з цієї п'ятірки далі працював лише один кубинський завод у Пунта-Горда.
Доправлена до Ябулу руда проходила підсушування природним шляхом (на сонці), після чого спрямовувалась для остаточної сушки до трьох обертових печей на вугіллі. Далі сировину розмелювали і змішували з паливною нафтою для відправки до 10 (пізніше — 12) багатоподових жаровень з метою відновлювального обпалювання. Наступним технологічним етапом було вилуговування за допомогою карбонату амонію, що давало можливість у підсумку розділити розчини на основі карбонатів нікелю та кобальту, які далі отримували вже окрему обробку. Нікелевмісний продукт проходив через ще один високотемпературний процес — кальцинування у обертовій печі з використанням як палива naphtha (вуглеводнева суміш, що в цілому відповідає конденсату), після чого отримували нікелевий напівфабрикат зі вмістом металу 78 % або (після чергового етапу обробки з використанням водню) металічний нікель чистотою 99,9 %. Переробка кобальтовмісного продукту дозволяла отримати сульфід кобальту, який відправляли на фінський завод у Коккола.
Первісно завод у Ябулу був розрахований на переробку 2 млн тонн нікелевої руди на рік (потужність копальні Грінвейл досягала 2,8 млн тонн, проте це був показник по «вологій» (wet) руді, яка ще не пройшла попередньої підготовки). Проєктна потужність за кінцевими продуктами становила 25 тисяч тонн нікелю та 1 тисяча тонн кобальту на рік.
З плином часу запаси Грінвейл почали наближатись до завершення. Як наслідок, у 1986-му провели перші тести з використанням імпортованої латеритової руди, а в 1988 та 1989 роках почались регулярні поставки з Індонезії та Нової Каледонії, до яких в подальшому додались закупівлі і на Філіппінах. Відомо, що з новокаледонських рудників відправляли продукцію до Ябулу щонайменше такі копальні як Bienvenue, Куауа, Боакайне, Богота, Каала, Кап-Бокаж, Накеті компанії SMT та Накеті компанії SMPS.
У 1993-му завод отримав останню партію руди Грінвейл, при цьому всього перероблено майже 31 млн тонн руди та отримано близько 320 тисяч тонн нікелю та 15 тисяч тонн кобальту (водночас накопичений видобуток «вологої» руди з Грінвейлу становив майже 41 млн тонн). У 1993—1995 роках використовували продукцію іншого австралійського рудника Бролга, проте ця мала копальня могла забезпечувати лише незначну частину потреб. Після 1995-го майданчик споживав лише імпортовану сировину і станом на 2013 рік завіз уже 75 млн тонн руди.
У 1997-му в Ябулу ввели в дію цех з переробки сульфіду кобальту, що дозволив отримувати оксид/гідроксид кобальту та позбавив від необхідності використовувати для цього завод у Коккола.
У 1996-му додали дві багатоподові жаровні, що збільшило річну потужність по руді до 2,4 млн тонн (3,5 млн тонн «вологої» руди). Інші вжиті заходи з модернізації дозволили в 1997-му досягнути проєктної потужності у 31 тисячу тонн нікелю та 2 тисячі тонн кобальту на рік.
Завод у Ябулу спорудила компанія Queensland Nickel Pty Ltd (QNPL), інвесторами якої виступили американська Freeport Minerals Company та австралійська Metals Exploration Ltd. В 1997-му QNPL придбала британо-нідерландська Billiton, яка в 2001-му унаслідок злиття з австралійським гірничорудним гігантом BHP стала частиною BHP Billiton. Новий власник почав проєкт розширення, за яким річна потужність майданчику в Ябулу повинна була досягнути 76 тисяч тонн нікелю та 3,5 тисячі тонн кобальту на рік. Втім, це не передбачало збільшення обсягів переробки руди, а мало бути досягнуто за рахунок завершальної переробки 190 тисяч тонн гідроксиду нікелю-кобальту з нового плавильного завод у Равенсторпі (штат Західна Австралія). Останній почав роботу в 2008-му, проєкт уже в січні 2009-го зупинили, що відповідним чином вплинуло й на таунсвільський майданчик. Того ж 2009-го BHP продала завод у Ябулу австралійському бізнесмену Клайву Палмеру.
Головним недоліком технологічного процесу таунсвільського майданчика була висока енергоємність, тому протягом історії підприємства вживали різних заходів зі зменшення вартості витрачених енергоносіїв. Так, у 1982-му багатоподові жаровні перевели на часткове споживання пиловугільного палива, а 2006-го стало можливим частково замінити naphtha на природний газ, що почав надходити по трубопроводу Моранба – Таунсвіль. У 1999-му поряд з заводом ввели в дію ТЕС Таунсвіль, вода з системи охолодження якої надходила для використання в технологічному процесі металургійного майданчика.
У 2010 та 2011 роках завод випустив 32 та 30 тисяч тонн нікелю відповідно, а в 2012-му навіть зміг досягнути показника у 39,5 тисячі тонн. Втім, невдовзі почалось чергове погіршення кон'юнктури світового ринку і в 2016 році завод у Ябулу зупинили.
У 2022-му Палмер продав майданчик швейцарській компанії Zero Carbon Investek, яка начебто заплатила за нього аж 1,3 млрд доларів США, втім, станом на початок 2025-го новин про перезапуск майданчика не надходило.